# トランプが拳を振り上げる写真
本項目では、2024年7月13日に発生したドナルド・トランプ暗殺未遂事件の直後に、アメリカ合衆国の写真家兼ジャーナリストのエヴァン・ヴッチによって撮影された写真について述べる。

## 背景
2024年7月13日、ドナルド・トランプは、ペンシルベニア州バトラーのファームショー会場での演説中、付近からの銃撃により右耳の上部を負傷した。しゃがみ込んだトランプに対し、シークレットサービスは彼を取り囲んで保護を行った。やがてトランプが立ち上がると、ヴッチはトランプへ駆け寄り撮影を開始した。

## 写真
ヴッチの写真は、トランプが暗殺未遂に遭った直後の瞬間を撮影している。右拳を振り上げたトランプの顔には、右耳から口元にかけて血が付いており、彼を取り囲んだシークレットサービスのエージェントのうちの一人がカメラを見つめている。背景では、青空に大きな星条旗がなびいている。

## 評価
この写真はソーシャルメディアで広く拡散され、2024年の大統領選挙を前にしたトランプのたくましいイメージとして評価された。多くの批評家が、構図、色の表現、アングルの使い方など、最も優れたフォトジャーナリズムの一つとして称賛した。
ヴッチの写真は広く見られたが、ニューヨーク・タイムズのダグ・ミルズによる写真シリーズが2025年ピューリッツァー賞のニュース速報写真部門を受賞し、Foxニュースは「象徴的な写真」と評価した。